# Saint-Maixent-sur-Vie
Saint-Maixent-sur-Vie è un comune francese di 888 abitanti situato nel dipartimento della Vandea nella regione dei Paesi della Loira.

## Società

### Evoluzione demografica
Abitanti censiti